# Jessica Drake
Jessica Drake (Dallas, Texas, 1974. október 14. –) amerikai pornószínésznő.
Jessica Drake Dallasban született. Fiatalkorában sok időt töltött San Antonióban. Los Angeles-ben a Playboy-nak dolgozott.

## Válogatott filmográfia
| 1. Mobster's Ball (2007) (V) 2. Delilah (2007) (V) 3. Love Always (2007) (V) 4. House Sitter (2006) (V) 5. The Fling (2006) (V) 6. Jessica Drake: Raw (2006) (V) 7. Award Winning Sex Stars 2 (2006) (V) 8. Fantastic 4 on the Floor (2006) (V) 9. Limber Girls (2006) (V) 10. Manhunters (2006) (V) 11. Jenna Jameson: Uncut & Uncensored 2 (2006) (V) | 1. Tiffany's (2006) (V) 2. Naked Ambition (2005) (TV) 3. Sexual Boundaries (2005) 4. Lovers Lane (2005) (V) 5. Going Off the DP End (2005) (V) 6. Wicked Sex Party 7 (2005) (V) 7. Camp Cuddly Pines Powertool Massacre (2005) (V) 8. Orgy Addicts (2005) (V) 9. But I'm with the Band (2005) (V) 10. Women on Top (2005) (V) 11. Forever Stormy (2005) (V) |

## Díjai
- 2001 AVN Award[2]
- 2002 Night Moves Magazin
- 2003 Adult Stars Magazine
- 2005 AVN Award Legjobb orális szex jelenet[3]
- 2005 AVN Award[3]
- 2005 XRCO "Legjobb színésznő"
- 2007 AVN [4]
- 2007 AVN[4]
- 2009 AVN[5]